# Península de Oa

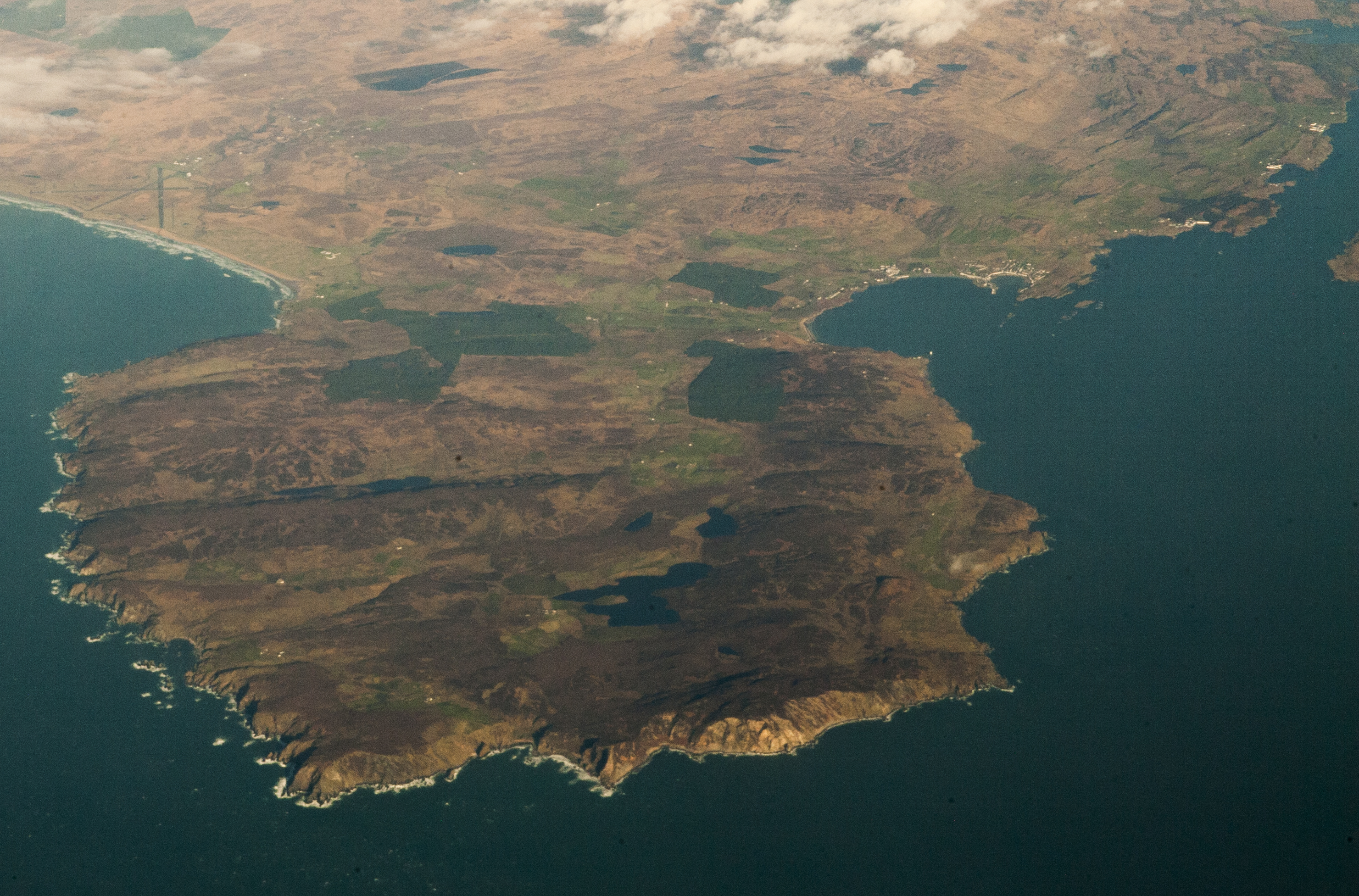
La península de Oa, desde el aire, en 2014. Port Ellen está en la bahía en la parte superior derecha. El aeropuerto de Islay está arriba a la izquierda.

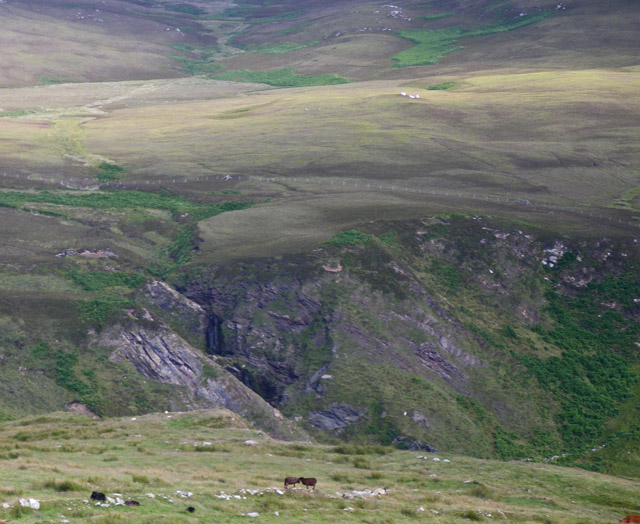
Cascada en el Mull de Oa

The Oa o Península de Oa ( /ˈəʊ/ OH ) (en gaélico escocés: An Obha) es una península rocosa en el suroeste de la isla de Islay, en las Hébridas Interiores en Argyll, Escocia. Es una de las reservas naturales de la Royal Society for the Protection of Birds.

## Área
El área es aproximadamente circular y se conecta con el resto de la isla en un cuello relativamente estrecho, que se extiende entre Kintra y Port Ellen. Su punto más alto es el monte Beinn Bheigier (663 pies) al sur. El Oa tenía una población de 800 personas para el censo de 1830, pero quedó desierto con el tiempo debido a las autorizaciones de las desplazamiento forzado de la población de las Tierras Altas escocesas en el siglo XVIII.
El conocido Monumento Americano fue erigido en la costa sur por la Cruz Roja Americana para conmemorar la pérdida de dos barcos en 1918: el transatlántico Tuscania y el crucero mercante armado HMS Otrotanto.
El área alrededor del monumento es una reserva natural de la RSPB, donde se pueden ver chovas, águilas reales, guiones de maíz, entre otras aves marinas. Se han designado 1931 hectáreas (4771,6 acre) como Zona de Protección Especial para la protección de la chova chova.
La costa de Irlanda se puede ver desde la costa sur de la península durante un día despejado.